# Миле Илић (кошаркаш)
Миле Илић (Тузла, 2. јун 1984) јесте српски јутјубер, подкастер и бивши кошаркаш. Висок је 215 центиметара, а играо је на месту центра. Тренутно води кошаркашки подкаст на каналу Jao Mile podcast на Јутјубу.
Са ФМП-ом је двапут био првак Јадранске лиге и једном Купа Радивоја Кораћа. Драфтовали су га Њу Џерзи нетси 2005. у 2. рунди као 43. пика, а за њих је заиграо у сезони 2006/07.

## Клупска каријера
Илић је рођен у Тузли а по избијању рата у Босни и Херцеговини је заједно са старијом сестром Славицом прешао у Београд где је почео да тренира кошарку у Партизану. Касније се вратио у БиХ и играо за Рудар из Угљевика. Био је потом и у млађим категоријама вршачког Хемофарма одакле је прешао у ФМП из Железника. За први тим ФМП-а је дебитовао у сезони 2002/03. Члан ФМП-а је био наредне четири године и учествовао је у освајању две Јадранске лиге (2004, 2006) и једног Купа Радивоја Кораћа (2005).
На НБА драфту 2005. је одабран као 43. пик од стране Њу Џерзи нетса. Потписао је уговор са Њу Џерзи нетсима 13. септембра 2006. године. Наступио је на пет НБА утакмица за Нетсе у сезони 2006/07, али уз врло малу минутажу. На терену је проводио тек просечно 1,2 минут по мечу и није постигао ниједан поен. Нетси су Илића 26. фебруара 2007. послали у Колорадо фортинерсе, њихов тим који се такмичи у НБА развојној лиги. Пред почетак сезоне 2007/08, Илић је заједно са Бернардом Робинсоном и одређеном сумом новца прослеђен у Њу Орлеанс хорнетсе у замену за Дејвида Веслија који се вратио у Њу Џерзи. Међутим, Илић је истог дана отпуштен од стране Хорнетса.
У децембру 2007. године је био близу ангажмана у Локомотиви из Ростова, али ипак није потписао уговор пошто није прошао лекарске прегледе. У. фебруару 2008. је потписао уговор са шпанским прволигашем Билбаом до краја 2007/08. сезоне. У сезони 2008/09. је такође наступао у шпанској АЦБ лиги, али овога пута за Кахасол из Севиље.
Сезону 2009/10. је почео без клупског ангажмана али је у марту 2010. потписао за ваљевски Металац пред почетак такмичења у Суперлиги Србије. За наредну 2010/11. сезону се вратио у ФМП. Клуб из Железника је у тој сезони наступао само у Кошаркашкој лиги Србије али је успео да избори пласман у Јадранску лигу за наредну такмичарску годину. Након интеграције ФМП-а и Црвене звезде, у лето 2011. године, Илић је носио дрес београдских црвено-белих у сезони 2011/12.
Сезону 2012/13. је почео без ангажмана али је у марту 2013. потписао уговор са Војводином Србијагас до краја сезоне. У октобру 2013. је потписао за ирански Махрам Техеран, али се у овом клубу кратко задржао пошто је већ у јануару наредне године прешао у екипу МИА Академи из Грузије. Током 2015. године је играо и у Катару. У сезони 2015/16. је наступао за литвански Лијеткабелис. Ово му је био и последњи ангажман у европској кошарци пошто је до краја каријере играо за клубове на Блиском истоку (Бахреин, Либан, Оман, Емирати).

## Репрезентација
Илић је био члан репрезентације Србије и Црне Горе која је на летњој Универзијади 2003. године у Јужној Кореји освојила златну медаљу.
Илић се нашао на коначном списку Драгана Шакоте, селектора сениорске репрезентације Србије и Црне Горе, за Светско првенство 2006. у Јапану. Репрезентација СЦГ је такмичење на овом првенству завршила у осмини финала а Илић је наступио на три утакмице, бележећи просечно 2,3 поена и 3,3 скока по мечу. Био је и на припремама за Европско првенство 2007. у Шпанији, али га селектор Зоран Славнић није изабрао међу 12 играча који су играли на првенству. Поново је био на припремама репрезентације пред Европско првенство 2011. у Литванији, код селектора Душана Ивковића, али се опет није нашао међу коначним путницима за Евробаскет.

## Након играчке каријере
Покренуо је сопствени подкаст на Јутјубу 30. марта 2022. под називом Jao Mile podcast. Подкаст је кошаркашке тематике где он разговара са бившим кошаркашима или тренерима. Први гост му је био Александар Павловић.
Био је стручни саговорник на РТС-у током Европског првенства у кошарци 2022.

## Успеси

### Клупски
- ФМП Железник:
  - Јадранска лига (2): 2003/04, 2005/06.
  - Куп Радивоја Кораћа (1): 2005.

### Репрезентативни
- Универзијада:  2003.